# Валкевичі
Валкевичі (рос. Валкевичи) — український шляхетський, пізніше також старшинський, а потім дворянський рід.

## Походження
Походить від Василя Валкевича, який переселився в Гетьманщину і служив в Війську Запорозькому (Стародубський полковий хорунжий в 1661). В 1661 та 1672 рр. йому за вірну службу від гетьманів були надані села, в підтвердження чого в 1721 р. від імператора Петра І вдова і сини Василя Валкевича отримали грамоту. Валкевичі були внесені в VI частину Дворянської родовідної книги.

## Опис герба
В червоному полі срібна стріла «в стовп» з розділенним надвоє оперенням та з горизонтальним перекладом посередині.
Щит увінчаний дворянським нашоломником і короною зі страусиними перами. Намет на щиті червоний підкладений сріблом.
Герб роду був внесений в VII частину Загального гербовника дворянських родів Всеросійської імперії, стр. 110.